# عوائق النهضة الإسلامية (كتاب)
عوائق النهضة الإسلامية يعد أحد نتاج الرئيس السابق للبوسنة والهرسك علي عزت بيغوفيتش، وهو عبارة عن مجموعة من المقالات يتحدث فيها بيغوفيتش  عن النهضة الإسلامية والعوائق وعوامل البناء الصحيح .

## محتوى الكتاب
يحتوي الكتاب على أحد عشر مقالة هي: ماسبب تخلف المسلمين، المرأة المسلمة زوجة وأم، تأملات بمناسبة الذكرى الألف والأربعمئة لنزول القران الكريم، المسلمون وإسرائيل، الإسلام والمعاصرة، هل نربي المسلمين أم الجبناء، نحو الثورة الإسلامية، كيف نقرأ القران، تأملات في الهجرة النبوية، رسول الله محمد، الإسلام وكفاح الشعوب .

## من الكتاب
في مقالة نحو الثورة الإسلامية يقول بيغوفيتش:
| عوائق النهضة الإسلامية (كتاب) | لقد شاءت عناية الله -ويقول أعداؤنا أن ذلك محض صدفة- أن يكون 60% من مخزون الاحتياطي العالمي من النفط في بطون الأراضي الإسلامية في دول الشرق الأوسط، هذه الحقيقة الاساسية -بجهودنا وسعينا- قد تصنع العجائب وتغيِّر مجرى تاريخ العالم بطريقة لا نظير لها ... لكن مشكلات البؤس و الفقر في العالم الاسلامي أصبحت في خبر كان إلى درجة كبيرة، ولا شك أننا سنواجه مشاكل معقدة من جرّاء التحقيق المفاجئ للثروة في المستقبل، فهل نحن مستعدون نفسيّا لمواجهة نتائج "صدمة الدولار" و ما تأتي به من القوة والغنى والسموم . إن النفط فرصة سانحة و خطر محدق في آن واحد أمام العالم الإسلامي و يمكنه أن يمثل منحة من الله تعالى و عاملا مساعدا لنتمكن من تضييق مدى تخلفنا عن الغرب الذي أصاب شعوبنا منذ قرون، ولكنه أيضاً قد يكون عامل تنويمنا وتخدير طاقاتنا، أو مخدراً يعطينا شعوراً كاذباً بالثروة الخادعة، أو عامل تكوين الحالة النفسية في صورة "استئجار أنماط الحياة " ليس عند الفرد فقط ، بل و عند عامة الشعب . و لا شك أنه امتحان من الله ، ولكن نتيجته غير معروفة | عوائق النهضة الإسلامية (كتاب) |

## وصلات خارجية
- تحميل  الكتاب